# Spirostreptus repandus
Spirostreptus repandus är en mångfotingart som beskrevs av Karsch 1881. Spirostreptus repandus ingår i släktet Spirostreptus och familjen Spirostreptidae. Inga underarter finns listade i Catalogue of Life.